# スロウスタート
『スロウスタート』は、篤見唯子による日本の4コマ漫画作品。芳文社の『まんがタイムきらら』にて2013年7月号より連載中。
2017年5月9日にテレビアニメ化が発表され、翌年1月から3月まで放送された。

## あらすじ
中学3年生の一之瀬花名は高校入試の前日におたふく風邪に罹患して受験できなかったことから進学できず、中学浪人になってしまう。中学卒業から1年後、花名は自分を知る者が誰もいない「長乃県爽井沢」の星尾女子高校に進学し、花名の事情を知る従姉の京塚志温が管理人をしているアパートてまりハイツで一人暮らししつつ、浪人していたことを秘密にしたまま1年生から入学し高校生活をスタートさせるのだった。
花名は、同じクラスの百地たまて、十倉栄依子、千石冠の3人と特に親しくなるが、「浪人のことを話したら年齢の差により距離を取られるのではないかという恐怖」や「浪人したことを隠している後ろめたさ」という思いを抱きつつ、友人として過ごしていく。一方で、同じアパートに住む万年大会が、花名と似たような境遇で大学受験できず、浪人生のまま引きこもりになってしまったことを知ると、大会にだけは自分が浪人していることを自ら話し、やはり親しくなっていく。たまてたちも大会と親しくなる。
また花名たちは、生徒会副会長の兆野綴や生徒会長である3年生の溝端創と出会ったことがきっかけで、文化祭を控えて忙しい生徒会の手伝いをすることになる。花名は、「本当は先輩じゃない先輩」である綴との関係に密かな悩みを抱えつつも、綴や創との親交を深めていく。
そうやって楽しくも穏やかな日々が過ぎていく中、花名は中学3年生の時に、僅かな間だけ転校生としてクラスメイトだった億果実と学校で遭遇。彼女は最近花名と同じ学校に転校してきていたのだった。だが、普通に進学していた果実は2年生になっており、彼女は当然花名も同じだと思い込んで発した何気ない言葉により、花名が1学年下だということが知られてしまう。花名は、浪人していた事実をたまてたちに打ち明けるが、栄依子は花名について、今まで口にはしなかったが、病気か何かで留年したと想像していたと言い、逆に冠は、花名は飛び級していて自分より年下だと勝手に思っていたと話す。花名が泣きながら事実を告げる中、たまてたちはそれを受け止め、依然として変わらない高校生活が再び始まる。
文化祭の終了後も花名たちは生徒会に残り、創の引退に伴って、新しい生徒会長に冠が就任。花名たち4人や果実も生徒会の正式な一員となる。

## 登場人物
1年2組の生徒の出席番号はテレビアニメ版の設定を記す（五十音順だが、原作にのみ登場する9名の生徒が付番されていないため）。主要人物（榎並清瀬を除く）の苗字の頭文字は、数字の位になっている。

### 主要人物
一之瀬 花名（いちのせ はな）
声 - 近藤玲奈
誕生日 - 4月6日 / 星座 - おひつじ座 / 血液型 - A型 / 身長 - 154cm / 体重 - 45kg / 出席番号 - 1番 / 好きな教科 - 数学 / 好きな丼物・甘味・寿司ネタ・果物 - 親子丼・オペラ・たまご・桃
本作の主人公で、星尾女子高等学校の生徒。髪型はピンク色のショートヘアで、右側をV字のように束ねている。胸は当初貧乳だったが、徐々に成長しており、現在は巨乳になっている。
高校入試の前日におたふく風邪に罹患して公立・私立ともに受験できず、中学浪人になる。中学の卒業式にも出席できないまま卒業し、家で泣き続けて引きこもる宣言をするほどであったが、母の葉月の計らいによる新たな環境での一人暮らしと浪人生活を経た1年後、星尾女子高校に1年次から入学する。入学式当日に誕生日を迎えて17歳になる。浪人時代から実家から離れたアパート「てまりハイツ」で一人暮らし（実質的には、管理人を務める従姉の志温と二人暮らし）をしている。食事も志温の世話になっているため、たまて達が初めて花名の部屋に来た時には殺風景で、炊飯器などの調理器具はおろか皿もなかった。その後たまて・栄依子・冠を何度も家に迎えるうちに色々なものが増えていき、果実が初めて部屋に来た時には「かわいいお部屋」と言われるほどになっていた。
クラスメイトには浪人していたことを秘密にしていたが（学校では榎並ら一部の教諭のみが知っていた）、たまて達と仲良くなるにつれ後ろめたさを感じるようになりつつも、関係が変わってしまうのを懼れ、中々打ち明けることができずにいた。だが文化祭の直前、中学時代に僅かな期間クラスメイトだった億果実と再会し彼女が花名を同じ2年生と勘違いしたことが切っ掛けで、たまて達3人に浪人を打ち明けることとなった。後にたまてに誘われたアルバイトのため履歴書を生徒会室で書いている時、生年月日欄の年に気付いた綴に対しては、さほど気負わずに打ち明けることができた。
気遣いのできる優しい性格だが、不器用で泣き虫なため人付き合いはあまり得意ではなく、物事を悪い方に考えすぎる傾向があり、家族や友人からめんどくさい性格と言われることもある。その純粋さや素直さから冗談を真に受けがちで、たまてや冠に時々からかわれている。極度に臆病で、栄依子とたまての怪談とはとても呼べない怪談話にすら怯えてしまう。
浪人中に殆ど外出しなかったために体力が衰えて、入学直後のスポーツテストでは醜態を晒した。1年の夏休み明け時点でスクワットは1回も出来なかった。筋力もなく、志温から一眼レフカメラを借りた時は手振れ修正機能を打ち消すほど腕が震えてしまった。球技も苦手で、バレーボールではボールがどのように当たっても前と上にだけは決して飛ばなかった。あまりの体力の無さを危惧した志温により、ゴールデンウィーク中には強制的に運動をさせられたが、その後はさぼりがちになる。体力の低下は一年間ひきこもっていたからだと開き直るも、同じく一年以上引きこもりの大会との差に愕然とする。一方で浪人中は殆ど外出せず勉強に専念していたため、学力はとても高く、教え方も上手い。
文化祭後には生徒会書記に就任する。体育祭では障害物競走、大玉転がし、部活対抗リレーに出場。障害物競走では慎重な走りで他走者との差があまり開かなかったことに加え、最後の障害が「数学の難問」だったことで、自身の予想に反して1着になった。
百地 たまて（ももち たまて）
声 - 伊藤彩沙
誕生日 - 5月23日 / 星座 - ふたご座 / 血液型 - B型 / 身長 - 153cm / 体重 - 47kg / 出席番号 - 25番 / 好きな食べ物 - なめたけ / 好きな丼物・甘味・寿司ネタ・果物 - 牛丼・エクレア・ウニ・マンゴー
花名のクラスメイト。愛称は「たま（ちゃん）」。髪型は非常に細いツインテールで左側のみ大きなリボン。素直で明るくマイペースな性格で、フランクな敬語で話す。人懐こく、物おじしない。困っている人（見ず知らずの相手でも）に対して、気負いも衒いもなく手を貸すことができる。他人のために泣くことの出来る優しい性格でもあり、浪人を打ち明けた花名がずっと抱えてた想いを溢れさせたとき、花名以上に泣いた。「ももちだけに○○」「たまだけに○○」といった駄洒落を頻繁に口にするが、大抵は無視される。貧乳を若干気にしている。
名前の由来は昔話「浦島太郎」の玉手箱からだが、本来「玉」は宝石など奇麗なものを、「手箱」は化粧品などを入れる化粧箱を指し、宝石を入れる化粧箱という意味で「玉・手箱」と区切るべきところを、両親が深く考えずに区切りを「玉手・箱」としてたまてと名付けてしまったことを気にしており、たまてではなくたまちゃんと呼んでもらいたいと思っている。果実から「宝物を手に」という好意的な解釈を教えられた時は赤面した。
入学式後のクラス内での自己紹介で、出席番号1番の花名の挨拶があまりにも短かったために榎並が花名の誕生日が今日だと明かした時、初日ということもあって大多数の者が戸惑い困惑する中、率先して祝いの言葉とともに大きな拍手を花名へ贈った。花名の名前が「かな」と読むのであれば一緒に「『かな』え『たま』え」というアイドルユニットを組もうと思ったが、「はな」なので「『はな』れ『たま』え」になるというボケネタを栄依子とともに行って花名に絡み、次第に花名に近づいていく。栄依子曰く「花名が相手だと世話焼きになる」ようである。花名と果実が再会して以降は二人の（時には果実以外の人との）仲睦まじい様子に嫉妬することがあるが、二人とも純粋にたまてを親友だと思って接してくるためその度に雲散霧消している。
所謂オタクで、物心つく頃には両親のものだったギャルゲーが身近にあり、10年以上前からプレイしている。ゴールデンウィークには東京ビッグサイトで開催される同人誌即売会に参加している（買い専）。「イベントスチル」や「フラグ」といったギャルゲー用語を日常会話の中で用いたり、自宅の居間でギャルゲーをプレイするなど堂々とオタク趣味を楽しむ様子を見せる。一方でオタク趣味はひっそりと嗜みたいと公言し、オタ気のない友人からその手の話題が出ることはいたたまれなく感じており、果実がオタク的な話題に付いてくる度に戸惑っていたが、果実がオタクであると確認してからは、お薦めのプレイ動画で盛り上がったり実機を貸したりしている。小学生の時に一度ギャルゲープレイ動画を配信しようとしたことがあるが、不慣れなため祖母の声や炊飯器の音声が入ったり、肝腎のゲームがカラオケのCDと入れ替わっていたりして散々なことになった上、祖母に怒られてすぐに削除された。動画データは母が保存していたため見ることができたが、美化していた自分の記憶とのあまりの違いに悶絶し、花名たちから可愛いと言われても喜べなかった。昔はギャルゲー以外にアクションゲームなどもプレイしていたが、プレイ中に自分の身体も動いてしまうタイプで、小学生の時に一度窓から飛び出しかけたことがある。
栄依子と同じ中学校出身で、当時の調理実習で栄依子が憧れたほど料理が得意。料理部から勧誘されているが、家でも料理を担当しており両立が難しいことと毎日の食事の準備だけで満足してしまうことから、入部を辞退している。家では預かったひと月分の食費から色々やりくりし、残った金額が小遣いになることになっている。しかし新しい料理に挑戦したり、美味しそうな食材を祖母たちに食べてもらおうとして、つい出費が多くなりピンチになることがある。
両親はともに海外在住であり、普段は多佳子と史生という2人の祖母と3人暮らしをしている。家は和風で、和服を部屋着にしており着付けもできる。まっすぐ仰向けになって両手を胸の前で交差させる寝相を取るため、寝巻である浴衣を全く着崩さずに寝ることが可能で「ツタンカーメンより寝相が良い」と自称する。
文化祭後には生徒会会計に就任する。体育祭では大玉転がし、玉入れ、学年別リレー、応援合戦に出場。学年別リレーでは第一走者を担当した。
愛称、オタク趣味（特にギャルゲー嗜好）、和服、口調（特に榎並など教員に対する「せんせいさん」という呼び方）、髪型など、原作者の篤見がデザインした『マジキュー』のマスコットキャラクターで、瓶詰妖精のアニメ版にも登場したたまちゃんと共通点が多いキャラクター。篤見は「他の作品にも出ている私の持ちキャラのような子」「たまちゃんに限りなく近いたまちゃん、くらいで考えて頂けたら」と語っている。
十倉 栄依子（とくら えいこ）
声 - 嶺内ともみ
誕生日 - 6月20日 / 星座 - ふたご座 / 血液型 - B型 / 身長 - 163cm / 体重 - 48kg / 出席番号 - 19番 / 趣味特技 - 樹脂細工 / 好きな丼物・甘味・寿司ネタ・果物 - 天丼・チェリーパイ・甘エビ・さくらんぼ
花名のクラスメイト。気が利き背が高く容姿も大人っぽいので、花名4人の中ではお姉さん的存在である（実年齢は花名が1歳上）。コミュニケーション能力が非常に高く、初対面の相手とも積極的に話せる。入学から4日でクラス全員の名前を呼び捨てにしていた。誕生日には冠を除くクラスメイト全員からトレードマークのヘアピンを贈られている（冠は皆と被るのを避け、あえて指輪を贈った）。笑いの沸点が低く、他の人が真顔になるような滑ったギャグでも笑い転げることがある。
花名たち以外にも友人が多く、休日にはよく友人達と会って遊んでいる。大人びた雰囲気と思わせぶりな言動の多さから、男女問わず好意を寄せられることが多く、文化祭で中学時代の友人が多数会いに来た中には3割くらいナンパが混ざっていた。担任である榎並には教師への信頼以上の感情を持っている様な節が見られ、ことあるごとにちょっかいを出すが大人の余裕であしらわれて逆に反撃を受け、慌てふためいたり赤面したりする。榎並が友人の西村と飲酒して前後不覚になった時、居合わせた成り行きで介抱し、榎並宅で一泊しており、家族や業者以外で唯一榎並の自宅へ立ち入った人物になった（後に冠も一緒に立ち入る）。ギャルゲーには興味がなく知識もないが、たまてから借りてプレイするとヒロインをあっという間に攻略してしまうため、たまてから「女たらし」「ギャルゲーマーEIKO」などと呼ばれている。
稀助（まれすけ）という名前の小型犬を飼っている。栄依子と妹・光希の入学祝いで迎えた雄犬だが、光希の受験は翌年なので前倒しである。万が一不合格だった場合、光希は苺の帽子等で飾られたファンシーな格好の稀助と毎日散歩することになるらしい。これは母・紗枝子による冗談のような罰だが、栄依子も光希もその姿の稀助を可愛いと思っているので罰にはならない。
小学6年生の時に出会って2日間遊んだだけの冠ととても仲良くなっており、冠にも非常に懐かれている。冠から栄依子への好意が描かれることが多いが、栄依子も高校生になったのに小学生の頃と変わらない姿の冠を初めて見た時に「焦がれるあまりに幻が現れたのかと思った」と冠を想い続けていたことを明かした。文化祭で冠の中学時代の友人たちが会いに来た時、冠がかつての人間関係をすべて引き換えにして栄依子と再会するため外部進学したことを知り、恐縮と同時に感激した。
「大きな学校を探検したくて」見学週間中の冠の学校へ遊びに行き。図書館にいた綺麗なお姫様のような女の子（冠）を見かけ、「声が聞きたい・お話ししたい」と思うが声をかける勇気が出ず毎日窓から見つめ続けた事、どんな本を読んでいるのかとこっそり覗いた事、4日目に勇気を出して話しかけたという事は冠には内緒にしている。冠のことは大切に思っており、彼女のどんなに小さな声でも栄依子には届く。無意識に色々世話をやいてしまう。聞かせたくない話（性的な話等）の時は冠の耳をふさぐ。
樹脂細工でアクセサリーを作る趣味があり、母・紗枝子の雑貨店のスペースを借りて売っている。このことを知人に知られると義理で買われることがあるかもしれないと思って秘密にしており、家族以外では花名に初めて打ち明けた。冠にも秘密にしていたが、マリンバの発表会用の衣装に付けるアクセサリーとして栄依子作のブローチを偶然冠が買ったことを切っ掛けに、たまても含めて打ち明けることになった。レース編みも得意。従姉の結婚式で父・耀司が着けられるように、ブートニエールを手作りしている（色は父の好きな色を光希が選んだ）。
花名が1歳年上であることは5月頃から勘づいていたが、浪人ではなく病気で留年して転校してきたと思っていた。浪人を打ち明けられた後も花名を内心で気遣っており、花名が綴に対して気負わず浪人を打ち明けた時は、安堵のあまり涙を流した。
文化祭後には生徒会会長補佐（会長の冠が苦手な対人関係の折衝などを担当する）に就任する。体育祭では借り物競走、玉入れ、部活対抗リレーに出場。
千石 冠（せんごく かむり）
声 - 長縄まりあ
誕生日 - 10月30日 / 星座 - さそり座 / 血液型 - AB型 / 身長 - 136cm / 体重 - 30kg / 出席番号 - 16番 / 靴のサイズ - 19cm / 好きな丼物・甘味・寿司ネタ・果物 - カツ丼・ババロア・ヒラメ・メロン
花名のクラスメイト。ほとんどのクラスメイトからは「冠（かむり）ちゃん」と呼ばれるほか、栄依子からは「冠（かむ）」、たまてからは「かむちゃん」と呼ばれる。
髪型は少しウェーブがかったロングヘア。頭にはリボンをつけており、名前の由来であるカンムリワシの冠羽に見立て、身体の一部だと主張している。とても小柄で、クラスメイトからはマスコットのように可愛がられている。誕生日にはクラスメイトや生徒会役員から持ち帰るのに送迎が必要なほどのプレゼントを贈られた。特に栄依子からは、4年前に出会ってからお祝いできていない分を合わせて衣装3着と、栄依子の誕生日に冠が贈ったものの対になる指輪を贈られた。
小学生の頃から体の成長が極めて遅く、栄依子が入学直後に見つけた際は小学生時代の冠に似た別人だと思ったほど容姿が変わっておらず彼女を驚かせた。「小さい」と言われると怒る。それでも夏休みの間には身長が2cm伸び、1ヶ月2cm×月数で卒業までに2mを超える計画を立てている。花名が落ち込んだ時などに頭を撫でて慰めることがよくあるが、これは浪人を打ち明けられるまでずっと花名は年下だと思っていた（1年年下で飛び級してきたと思っていた）ためである。
普段は無表情気味で台詞も常体が多く、また四字熟語を単独で言うことが多い。人見知りで花名よりも人に慣れるのに時間がかかる。また、栄依子が傍にいない時は少しオドオドした感じになる。スカートをはき忘れて登校するなどおっちょこちょいな一面も持ち、暑い時にはセーターやベストではなくスカートを先に脱いでしまう。
食べることが好きで食事量も多く、弁当を重箱に詰めて持っていくほどだが、食べるペースは遅く時間内に完食出来ない。ゆっくり自分のペースで起床し食事をすると、朝食をとった時点で日が暮れてしまう。また、親に「今時の女子高生はおやつにケーキを最低5個は食べる」という嘘をついたことがあるが、栄依子が家に来た時に冠だけのことだとばれた。
中学までは星尾女子とは別の私立学校系列の学校に幼稚舎からのエスカレーターで在籍していたが、小学6年生の時に出会い2日間遊んだだけの栄依子が、冠に対し過保護になっていた父親の錦を説得したため、それ以来再会したいとずっと願っていた。中3の春頃、商店街で栄依子を見かけ（これは実は栄依子の妹の光希だったことが後に判明する）声を掛けるも、あまりにも小声で彼女には気づいてもらえなかった。その際に耳にした「星尾女子」という学校名だけを頼りに、栄依子が受験する確証も入学する確証もなく外部受験で星尾女子に合格し、見事に栄依子と再会した。両親が冠の外部受験を承諾したのも「栄依子がいるかもしれない」という理由であり、家族ぐるみで栄依子に感謝している。たまてが所持していた中学時代の栄依子の生写真を譲られた冠は、「両親に見せたら喜ぶ。額に入れて飾ると思う」と言った。
「なごみ」と「すごみ」という2匹のネコを飼っている。このネコ達は、小学6年時に栄依子が冠の学校の校舎裏で見つけて一緒に遊んだもので、以来冠が引き取っていた。
ピアノやマリンバなどの楽器の習い事をしており、ゴールデンウィークには習い事（テレビアニメ版ではピアノ）の発表会を行っている。また、陸上部に勧誘されるほど足が速い。貯金箱の中の硬貨の鳴る音で、硬貨の種類と枚数を当てるという特技を持っている。漢検準1級、TOEIC 700点、タオルソムリエの資格を持っている。
文化祭後、創の後を継いで1年生ながら生徒会長に就任する。体育祭では200m走、組別選抜リレー、背中渡り、部活対抗リレーに出場。
京塚 志温（きょうづか しおん）
声 - M・A・O
誕生日 - 11月6日 / 星座 - さそり座 / 血液型 - O型 / 身長 - 162cm / 体重 - 56kg / 好きなスポーツ - バドミントン / 好きな丼物・甘味・寿司ネタ・果物 - 鰻丼・あんみつ・中トロ・ライチ
花名の5歳年上の従姉。スタイルが良く、巨乳で身長も高い。
大学を卒業した時（花名の浪人が決定した辺りの時期）から祖父のアパート「てまりハイツ」の管理人を始め、花名が高校に入学してからも継続している。管理人の仕事に関してはゴミ出しの日などの知識は身についていると豪語している。実は就職浪人中で、管理人は一時的な仕事の予定である。
穏やかな性格。花名の弁当のおかずにハートマークを入れて愛妻弁当のようにし、その弁当を栄依子とたまてに恋人みたいだと突っ込まれた花名から誤解されないようにして欲しいと要請されると、ハートマークにひびを入れて破局の演出をする天然な一面や、花名の高校の制服が届いた際に自分も高校時代の制服を着て高校1年生に見えるかと尋ねてはしゃぐ無邪気な一面も持つ。
体力があり、花名の体力が浪人中に低下したのを回復させるため、ゴールデンウィークは一緒に運動を毎日行う。ランニングでは長距離をとても速く走っている。一眼レフカメラを持っており上手く扱えるが、自撮りは苦手で手振れが酷い。
叔母にあたる葉月（花名の母）を慕っており、頻繁に会っているにもかかわらず葉月に会うのを楽しみにしている。
テレビアニメ版では、ホテルのプールに行った時に、花名たちが下着を忘れたかもしれないと気を利かせて下着のパンツを用意するが、可愛いからと選んだのは尻部分に穴が開いている恥ずかしいデザインであった。また、花名のてまりハイツ入居が決まった時には、布団の他にサメの着ぐるみパジャマ、風呂のおもちゃを花名のために用意している。
榎並 清瀬（えなみ きよせ）
声 - 沼倉愛美
誕生日 - 3月10日 / 血液型 - AB型 / 身長 - 173cm / 体重 - 56kg / 好きな丼物・甘味・寿司ネタ・果物 - 海鮮丼・モンブラン・コハダ・バナナ
星尾女子高等学校の数学教師で、花名たちのクラス1年2組の担任。
ボーイッシュで暗い見かけで、棒読みのテンションが低い物言いで教壇に立つ。腹筋が割れており、花名達が2人掛かりでも運ぶのが大変だった荷物を、1人で軽々と運べる。酒好きだが、外見とは裏腹に酒にはあまり強くなく、少量で千鳥足になる。髪型は最初はロングだったが、ゴールデンウィーク中の不注意が原因で髪を切りショートになった。なお、アニメでは最初からショートである。
教師として最低限のことをやった後は生徒に自主的に決めさせる主義。しかし放任主義という訳でもなく、相談などにはきちんと乗っており、生徒からの信頼は厚い。花名が浪人したことを知っているため、花名からクラスメイトに浪人を打ち明けるか相談されたことがある。生徒の中では栄依子との絡みが多く、風紀検査の下着の話で栄依子のスカートをめくって下着を見たことがある。夏休みに入ってすぐの学習強化合宿では栄依子の発熱に気づき、朝まで側についている。
学年主任の石川とは相性が悪く、服装で気合を入れてラップスカートを着用して来て注意を受け、下半身をジャージに着替えさせられるなど、時折説教や小言を食らっている。文化祭初日に教師へ配られた生徒への注意事項にも、榎並個人への注意事項が含まれていた。石川のことは母親に似ていると評しており、実家が厳格だったため一人暮らしになって羽目を外しているところがある。なお、兄が2人いる。
甘いもの好きで、夏休み最終日に甘味処巡りをした際に全ての店で冠と遭遇し意気投合して以来、度々二人で甘味処へ行っている。それまでは冠からは怯えられており、クラスで集めたノートを職員室に届けにきた時の冠の怯えとノートの重さにびくつき震えていた姿に良心が咎め、大きなペロペロキャンディをご褒美で渡した。
当初は脇役の予定であったため、主要キャラクターの中では唯一、数字の位に由来した名前になっていない。
万年 大会（はんねん ひろえ）
声 - 内田真礼
誕生日 - 1月9日 / 星座 - やぎ座 / 血液型 - A型 / 身長 - 167cm / 体重 - 52kg / 祖母の名前 - 万年亀代 / 好きな丼物・甘味・寿司ネタ・果物 - ロコモコ・ドーナツ・アナゴ・みかん
花名と同じアパートの住人。大学浪人で2浪中（後述の理由で雪がトラウマになっており、雪が積もると外が恐ろしくなり飲食も睡眠も満足にできなくなるため、昨年は受験していない）。花名以上に人付き合いが苦手で押しに弱く、栄依子のような積極的に話す相手だと戸惑ってしまうほどだが、栄依子には後にファッションを学ぶようになる。正月という年の離れた弟がいる。
高校時代（星尾女子とは別の高校）は成績優秀で生徒会長も務めていたが、大学受験の際に大雪のため自宅の目の前で転倒し雪に埋もれて発見されるまで2時間を要するというアクシデントで風邪を引いてしまい、本命どころか滑り止めの大学すら受験できず浪人してしまう。その後地元にいるのが気まずくなったことと、高校の時に講演を聞いて感銘を受けた大学教授が赴任した大学へ志望校を変えたことから、高校から遠く離れたてまりハイツに引っ越してきたが、自らを慕う後輩への後ろめたさが尾を引いて外出や人と接することに臆病になり、花名よりも重度の引きこもりになってしまう。花名とは受験ができずに浪人したという同じ境遇を持つことから、彼女が中学浪人であることを知って以降は共感しあえる仲になる。
当初は外出用の服を持っていなかったためゴミ捨て場より遠くへ行くことができず、生活用品はネット通販に頼っており、部屋には大量の段ボール箱が積み重なっていた。服は一応、可愛い動物の絵がプリントされたスウェットを持っており、本人も好みではあるが、花名からの評価はあまり良くない。しかし志温には負けるもののスタイルは良く、栄依子に「がっつり」メイクされると別人に思えるほど雰囲気が変わる。花名たちとの交流により、徐々にではあるが行動半径を広げ、まずコンビニまでは行けるようになり、コンビニよりも遠くの店まで行けるようになり、さらに夏からは予備校に通うようになる。
高校時代は学年首席だったこともあり、花名たちが期末試験に向けての勉強会を開いた際には講師役を買って出て、学力の高さや教える上手さなどを感心されている。体力・運動能力も非常に高く、花名の体力づくりの運動に参加した際には、引きこもり生活で体力が落ちたと言いながらも公園を10周以上してなお余裕を見せた。
初対面の人は下の名前の大会（ひろえ）を読むことができず、何かしらのイベントを行う法人と誤解されることがあり、花名も当初は「たいかい」と誤読していた（両親は「大きな出会い」を意図したつもりだった）。姓の万年（はんねん）も「常に」という意味の万年（まんねん）と間違えられて「常にイベント大会を行う組織」と解釈されてしまうことも多く、アニメの次回予告などはそれをネタにしている。高校で生徒会長を務めた年の文化祭は自身の名前にちなんで「文化大会」という名称で開催された。
億 果実（おく かさね）
誕生日 - 9月30日
8巻より登場。髪型は薄茶色の二つ結びで、それぞれの結び目に白と黒の花型の飾りをつけている。
昔から転勤が多い家に育ったため2桁以上の転校を繰り返しており（幼稚園で1回、小学校で4回、中学校で4回、高校で1回）、そのため人の中に自然と溶け込むことが得意だが、転校の多さ故に友達は一度も作ったことがなかった。花名とは中学3年の時に僅かな間クラスメイトで、3学期に転入し卒業式前に転出したため、当時のクラスで「幻の転校生のひと」と表現されていた。自宅の鍵を落としたときに花名に探すのを手伝って貰ったことがあるがこの時もお互い名乗ることもせずに別れ、後に送られてきた卒業アルバムを見て同じクラスだったことを知り、友達になれたのではないかと後悔する。花名とまともに話したのはこの時1回だけであるため、再会しても花名はなかなか思い出せなかった。
文化祭の直前に、2年生として星尾女子高校に転校してきて、花名を目撃し思わず話しかける。だが花名も自分と同じ2年生だと思い込んでいたための発言により、花名の浪人の事実がたまてたちに知られることになる。その後改めて花名に友達になってほしいと頼んだところ、食い気味に承諾され、後に「果実ちゃん」「花名ちゃん」と名前で呼び合う仲になる。この他、栄依子からは「果実さん」、たまてからは「さねちゃん先輩」、冠からは「おくさま」、裕からは「さねちん」と呼ばれ、特にたまてや裕からあだ名で呼ばれたことに感激している。
文化祭ではメイド姿で接客をし、智緒と裕から「ポテンシャルが高い」と評される。たまてから指摘されるまで自覚していなかったが、プレイ動画を見ているだけでギャルゲーに詳しくなったオタクであり、たまてが口にするギャルゲーや同人用語などを散りばめた話題に付いていくことができる。ものによってはたまてより詳しいこともあり、たまてから「ギャルゲーマーKASANE」の称号を与えられた。オタクであることを自覚してからは、お薦めのプレイ動画で盛り上がったり、実機を借りたり、イベントスチルを自ら演出したりしている。ギャルゲー好きになった切っ掛けは小学生の時に見た同年代の子によるプレイ動画だが、たまての動画ではない。
イラストも描いているが、描く時の姿勢が悪いため（これも自覚していなかった）、デッサンが歪んでいる。また、携帯電話アプリのキャラクターに課金しているらしき様子がある。
文化祭後には生徒会庶務に就任する。体育祭では200m走、部活対抗リレー、騎馬戦に出場。
兆野 綴（ちょうの つづり）
誕生日 - 6月15日
5巻より登場。2年1組で生徒会副会長。紫色のロングヘアをツーサイドアップにしている。あやという妹がおり、ジュンコさんという小鳥を飼っている。
栄依子とたまてのおふざけをいじめと勘違いして咎めてきたことで出会う。その際に隣に立てば同い年に見えると考えた花名が近づいてきた事を自分が頼られていると勘違いし、以後親しくなる。花名は同い年であることを意識しており、名前を呼ぶ時に「兆野さん」と言いかけて「兆野先輩」と言い直している。
年上の人との付き合いは得意だが、同い年の人との距離感を計るのは苦手なうえ人見知りなため、2年になっても同じクラスに友達がおらず、従姉の創が会長を務めている生徒会室に入り浸っている。創とは「つづ」「つっくん」と呼び合う仲で、他人の前でも言いかけて「つっ会長」になることがある。後に果実と親しくなったことを創や智緒から喜ばれている。花名が同い年であると知った時は仲良くなれるかと思い浮かれかけた。
文化祭後も引き続き副会長を務める。創に「順当にいけばつづが会長」と言われた時は「無理だもん!! ダメだもん!!! しぬもん!!!!」と全力で拒否した。体育祭では応援合戦、学年別リレーに出場。
溝端 創（みぞはた つくる）
誕生日 - 3月19日
6巻より登場。3年生で生徒会長。金髪ショートヘアのボーイッシュな外見の女子。大会と同じ予備校に通っており、人付き合いが苦手な大会と、苦手ではないが騒がしいのが好きではない創とで、階段下の物置で出会い親しくなる。生徒会副会長の綴は従姉妹で、「つづ」「つっくん」と呼び合う仲。後に花名たちからも「つっくん先輩」などと呼ばれるようになる。両親不在だが、受験が終わるまでは環境を変えたくないという理由で兆野家の世話になることを遠慮している。東京の大学を第1志望にしていたが、大会が志望先を決める切っ掛けになった大学教授の話を聞いて興味を持ち、もともとは第2志望だったその教授がいる大学を第1志望に変更する。
人の顔と名前を一致させるのが苦手で、花名たち4人が生徒会の手伝いをするようになってからもしばらく区別が付かず、たまてが髪型を変えた時は誰だか判らなくなった。自分の健康に対してあまり興味がなく、頻繁に食事を抜いたり徹夜したりしているため、昏倒することがある。運動不足でもあり、足を攣りやすいという共通点で花名と意気投合したが、運動能力自体はむしろ優れていて冠に付いて行くことができるくらいに足が速く、花名から距離を置かれてしまった。
文化祭後に任期満了で生徒会長を退任する。体育祭では学年別リレー、部活対抗リレーに出場したが、どちらも出場後に担架で搬送された。

### 1年2組
一之瀬 花名（いちのせ はな）
#主要人物を参照。
今井 千尋（いまい ちひろ）
声 - 巽悠衣子
出席番号 - 2番 / 部活動 - 演劇部
中央分けの黒髪ロングヘアが特徴。劇団に所属しており、文化祭の公演では主役を務めた。
岩崎 敬（いわさき けい）
声 - 小原好美
出席番号 - 3番 / 部活動 - 茶道部
ウェーブがかった金髪と赤いリボンが特徴。花名を「イッチ」、たまてを「モッチ」、冠を「かむっち」、幸を「つばきち」など、クラスメイトをあだ名で呼んでいる。特に幸と仲が良く、行動を共にしていることが多い。
内田 麻理絵（うちだ まりえ）
出席番号 - 4番 / 部活動 - テニス部
紺色の髪をシュシュで束ねている。中学時代テニス部だった栄依子とは仲が良い。体育祭では学年別リレーに出場し、第二走者を担当した。
遠藤 悠里（えんどう ゆうり）
声 - 加隈亜衣
出席番号 - 5番 / 部活動 - バレー部
赤茶色のポニーテールが特徴。
大谷 周（おおたに あまね）
声 - 芳野由奈
出席番号 - 6番 / 部活動 - 陸上部（マネージャー） / 身長 - 174cm
ショートヘアでボーイッシュな外見が特徴。小さい子が一生懸命に走っている姿を見るのが好きで、冠がスポーツテストで速く走る姿を見て陸上部にスカウトする。自身は運動が苦手で（記録順に並ぶと花名の隣になる）、マネージャー業に専念している。隙あらば冠に絡んでいるため、冠には怖がられ、栄依子からはロリコン呼ばわりされ、作者からも幸と並んで「やばい人」と称される。志温が拾得したカメラに保存されていた幼女の写真を見た時も、即座に名前と住所を言い当てている。
小鹿野 真秀（おがの まほ）
声 - 貫井柚佳
出席番号 - 7番 / 部活動 - 陸上部 / 身長 - 146cm
ウェーブがかったベージュ色のボブカットにアホ毛が特徴で、額を出している。冠ほどではないが小柄なため周に気に入られており、新人戦で成績が振るわなかった時は「会場で一番小さくて可愛かった」と力強く励まされ、その的外れぶりに怒った。当初は冠に夢中になっている周に嫉妬する気持ちがあったが、最近では純粋に気持ち悪いと思っており、冠に絡む周を度々制止している。体育祭では学年別リレーに出場し、アンカーを担当した。
加藤 比呂（かとう ひろ）
出席番号 - 8番 / 部活動 - 写真部
ベルトのような髪飾りが特徴。体育祭では応援合戦に出場する。
菊池 淡雪（きくち あわゆき）
出席番号 - 9番 / 部活動 - 手芸部
紺色の髪をハーフアップにしている。
久保田 あや華（くぼた あやか）
出席番号 - 10番 / 部活動 - バスケ部
ウェーブがかったオリーブ色のロングヘアが特徴。
佐々木 陽菜（ささき ひな）
声 - 田中あいみ
出席番号 - 11番 / 部活動 - ESS部
お団子髪が特徴。栄依子とショッピングモールに買い物に行き、同じジュースを恋人のように2本のストローで飲んで、デートまがいのことをしている。
佐藤 理香乃（さとう りかの）
声 - 石上静香
出席番号 - 12番 / 部活動 - 新聞部
薄茶色のセミロングヘアが特徴。
島田 美弥子（しまだ みやこ）
声 - 金子彩花
出席番号 - 13番 / 部活動 - 料理部
淡い金髪を編み込みシニヨンにしている。翠と一緒にいることが多く、たまてが部活の入部を検討していた際は2人で料理部の話題を持ちかけた。
清水 翠（しみず みどり）
出席番号 - 14番 / 部活動 - 料理部
前髪を左分けにしており、後ろ髪を留めている。文化祭の準備中、陸上部や茶道部が冠や栄依子の写真をTシャツのデザインにしようとしていたことを聞き、料理部もたまての写真を使えば良かったと悔しがった。体育祭では応援合戦に出場する。
関根 ももか（せきね ももか）
声 - 篠田みなみ
出席番号 - 15番 / 部活動 - 華道部
リボンのヘアバンドにサイドポニーテールが特徴。風紀検査の際、たまてのアドバイスでピアスを没収されずにすんだ。
千石 冠（せんごく かむり）
#主要人物を参照。
高橋 菜々恵（たかはし ななえ）
声 - 水瀬いのり
出席番号 - 17番 / 部活動 - 園芸部
暗い紫色のセミロングヘアと泣きぼくろと巨乳が特徴。ある日の日直で花名と一緒になり、花名が人見知りを克服しようと頑張るきっかけを作る。花壇のヒメヒマワリなどの世話をしており、日直ではない時でも朝早く登校しクラスの仕事をしている。文化祭では園芸部の先輩たちによって予算を全部注ぎ込んだ衣装を着せられ、宣伝を担当した。
椿森 幸（つばきもり さち）
声 - 高野麻里佳
出席番号 - 18番 / 部活動 - 茶道部 / 誕生日 - 1月2日
姫カットの先端をリボンで束ねた髪型が特徴。クラス委員も務めている。たまての祖母から着付けを習っている関係でたまてと仲が良い。栄依子に好意を持っており、エイコサペンタエン酸を豊富に含むからとシャケのおにぎりを食べる、栄依子が榎並と会話している様子を物陰からストーカー気味に見つめている、コーヒーに睡眠薬を盛り栄依子を眠らせたうえで拘束する、香りを嗅ぐと昏睡する「アロマ」をお土産として栄依子に渡すなど、犯罪になりかねない行為に及ぶ描写が多い。なお、栄依子は「幸好きだし、人体には無害と信じてる」と言って幸が差し出すものを躊躇いなく手にしている。花名の睡眠が良くないのではと思った栄依子は「幸のアロマ」を推薦し、幸は「用法用量を守りさえすれば安全」と説明した。
十倉 栄依子（とくら えいこ）
#主要人物を参照。
中村 千奈美（なかむら ちなみ）
声 - 木村珠莉
出席番号 - 20番 / 部活動 - 文芸部
黒髪のボブカットで、ぱっつん前髪に髪飾りをつけている。風紀検査の際、掃除用具置き場に物を隠そうとしてたまてに止められ、隠し場所のアドバイスをもらった。
藤井 ばんび（ふじい ばんび）
声 - 木野日菜
出席番号 - 21番 / 部活動 - バスケ部
漢字表記では「万美」。ケモ耳のように小さく跳ねたショートヘアが特徴。体育祭では学年別リレーに出場し、第四走者を担当した。
堀口 素直（ほりぐち すなお）
出席番号 - 22番 / 部活動 - テニス部
糸目とアンテナのように束ねた髪型が特徴。中学時代テニス部だった栄依子とは仲が良い。
増田 青（ますだ あお）
声 - 白石晴香
出席番号 - 23番 / 部活動 - バレー部
黒髪のショートヘア。同じバレー部の悠里よりは身長が高い。体育祭では学年別リレーに出場し、第三走者を担当した。
松本 リオ（まつもと りお）
出席番号 - 24番 / 部活動 - 文芸部
茶髪で右分け目のショートヘア。風紀検査の際、掃除用具置き場に物を隠そうとしてたまてに止められ、隠し場所のアドバイスをもらった。
百地 たまて（ももち たまて）
#主要人物を参照。
以下のクラスメイトはテレビアニメ版に登場せず、原作のみに登場。
神田 美津貴（かんだ みつき）
部活動 - 新聞部
オレンジ色のピッグテールが特徴。体育祭では花名・たまてとともに大玉転がしに出場する。
栗原 彩（くりはら あや）
部活動 - 弓道部
暗い紫色の髪を一つ結びにしている。
近藤 薫（こんどう かおる）
部活動 - 軽音部
緑色のポニーテールが特徴。
坂本 由香理（さかもと ゆかり）
部活動 - 軽音部
外跳ねのボブカットが特徴。
早田 美優里（そうだ みゆり）
部活動 - 演劇部
茶髪の二つ結びが特徴。
田口 康代（たぐち やすよ）
部活動 - 軽音部
オレンジ色のロングヘアで、8の字型のアクセサリーを2つつけている。
野口 麻弥（のぐち まや）
部活動 - 卓球部
額を出したロングヘアが特徴。
橋本 観月（はしもと みづき）
部活動 - 山岳部
前髪を中央分けにしたショートヘアが特徴。
町田 有起（まちだ ゆき）
部活動 - 軽音部
深緑色のロングヘアが特徴。原作において、主要キャラクター以外で初めて描写されたクラスメイトである。

### 2年1組
大谷 裕（おおたに ゆたか）
8巻より登場。前髪を右分けにした外跳ねのショートヘアが特徴。1年2組の大谷周の姉。
妹と同様にかわいいものが好きで（妹はロリ好き、姉はお嬢様系が好き）、クラスメイトの綴に執着している。文化祭のクラス出店の準備中、智緒に綴と同じシフトを提案されるが、拒否したために綴を落ち込ませてしまう。しかし実際は「綴と一緒のシフトになると、忙しくて綴のメイド姿を堪能できない」という理由によるものだった。たまてから「一緒のシフトでフォローし合うのも良いし、練習の時に客役をやってまだぎこちない接客を堪能するのはどうか」と提案され、綴と同じシフトにしてもらった（智緒はこの時のたまてについて「おーたにとこんなに気が合う子初めて見た」と驚愕した）。
億 果実（おく かさね）
#主要人物を参照。
兆野 綴（ちょうの つづり）
#主要人物を参照。
調月 智緒（つかつき ちお）
8巻より登場。濃い紫色のロングヘアが特徴。裕をはじめとするクラスメイトからは「つかちー」と呼ばれている。裕が綴を大袈裟なほど讃える様子に呆れているが、裕のシフトを綴と同じにすることを提案する。その後も裕に度々ツッコミを入れている。

### 3年生
溝端 創（みぞはた つくる）
#主要人物を参照。
山岸 えみか（やまぎし えみか）
栄依子とたまての中学の先輩。榎並にたまたま声を掛けたことを切っ掛けに栄依子と再会し、紗枝子が誤って買った栄依子の上履きを譲り受けた。

### 教職員
石川（いしかわ）
声 - 櫻井浩美
星尾女子高等学校の学年主任で、眼鏡をかけた年配の女性。担当教科は国語（現代文）。榎並とは相性が悪いらしく、「（榎並の）母親に似ている」と評されたことがある。栄依子からは「やさしい」と評されており、栄依子が中学生のふりをして廊下を歩いていた際に声をかけたり、栄依子に本を貸したりしている。
榎並 清瀬（えなみ きよせ）
#主要人物を参照。
安藤（あんどう）（古文）
星尾女子高等学校の古文教師で、眼鏡をかけた年配の男性。あだ名は「町内会長」。美津貴曰く、学食の「レディースセットA」を食べていたという。
安藤（あんどう）（体育）
星尾女子高等学校の体育教師で、短髪の女性。彼女が家の事情で早退した際、榎並が代わりに体育の授業を担当したことがある。体育祭では教員対抗リレーに出場し、青組のアンカーを担当した。
高瀬（たかせ）
星尾女子高等学校の体育教師。ダンスに苦手意識があるらしい。
萩原（はぎわら）
星尾女子高等学校の教師。団子鼻が特徴。体育祭では教員対抗リレーに出場し、黄組のアンカーを担当した。

### 主要人物の家族
一之瀬 葉月（いちのせ はづき）
声 - 日笠陽子
花名の母親。旧姓は京塚。
おたふく風邪になり自宅謹慎との診察を受けた花名に、本命校を受験出来ないのは残念だが私立受験に向け養生するよう前向きに励ます。花名が引きこもりになると言い出した際は、志温が管理するアパートのてまりハイツでの一人暮らしを提案する。花名は引きこもりは家に置いておけないのかとショックを受けるが、これは自身のことを知る者がいない場所でなら新しいスタートを切れるだろうという優しさからのものであった。
花名が家を出てからもしばらくは食事を3人分作る癖が抜けず、健を太らせてしまった。一方でカレーの味付けは甘口から中辛へ進化した。花名の食事が志温頼みになっていることについて、花名が高校生になったら料理を少しずつ教えていくつもりだったと言い、花名の様子を見に来た時に花名の好物の「角煮の芋ソースかけ」の作り方を教えた。高校生になって自分の好きな服が着たいだろうと花名に現金書留で服代を仕送りし、衣服を選ばせたこともある。
ベランダに迷い込んできたセキセイインコをナッツと名付けて飼い主が見つかるまで保護している。
一之瀬 健（いちのせ たける）
声 - 小山力也
花名の父親。妻の葉月を「はーちゃん」と呼ぶが、葉月より2歳年下である。葉月の尻に敷かれており、てまりハイツで1人暮らしをしている花名にメールを送った時には、直後に葉月がメールを多数送り上書きされてしまったり、葉月とともにゴールデンウィークにてまりハイツに泊まりに行き、遅めの誕生日プレゼントで桜のスノードームを花名にプレゼントした時には、そのお祝いメッセージも葉月が大きく書いたのに対し、小さめの字でメッセージを書いていたりしていた。
葉月が花名自身に服を選ばせようとした時には、ギャルみたいにならないかと心配している。
花名と志温の祖父
声 - 佐々健太
京塚姓で下の名前は不明。葉月の父。てまりハイツの所有者。管理は孫の志温に任せているが、自分でも管理を行っている。
超がつくほど過保護な性格であり、女の子の孫が志温と花名だけだからか志温と花名に対して箱入り娘扱いしている。その過保護さは、新しいアパートが独身寮として借り上げされる事を知った10歳の志温が「じゃあ、このアパートのお名前はかりあげハイツね」と発言したのを、そのままアパートの名称にしてしまうほどである。なお、「てまり」は死別した妻の名前である。
テレビアニメ版では、志温がせっかく就職の内定をもらった会社に対して、アパート管理人としての職業病とも言える不動産の専門知識や気遣いから、会社の設備などにまで電話で問い合わせして余計な口出しをし、会社との関係を悪化させて志温の就職を妨害してしまった。
十倉 光希（とくら みき）
声 - 楠木ともり
部活動 - 陸上部 / 誕生日 - 2月27日
栄依子の妹で中学3年生。栄依子からは「ミッキ」と呼ばれている（その度に「光希です」と訂正する）。あまり表情豊かではなく、いつも敬語で話し、少し天然で何事に対してもよく「勉強になります」と口にする。
容姿は栄依子にそっくりで、花名とたまてに会う前にドッペルゲンガー疑惑が出たほどであった。違いは髪の毛の長さぐらいで、栄依子と光希で入れ替わる時代もあったという。現在通っている中学校も志望校（星尾女子高校）も同じである。
昼はパン食が多い栄依子の栄養を考え、スープ（栄依子曰く「妹汁」）を前晩に作って翌朝に持たせており、栄依子が無理して作らなくてよいと言っても聞かずに作ってくれる優しい一面を持つ。花名がその話を聞いた際には、病気のせいで浪人した自らの経験から、受験生である光希に対して絶対に自分の二の舞になって欲しくないと願い、栄依子に強硬なまでに受験期の体調管理や体力維持の重要性を力説し、本人に会った時は浪人の呪いをかけてはならないとして同じ空気を吸わないように息を止めるなど余計な気遣いをした（光希は「高校生ともなると空気を読むという行為も単なる慣用句に留まらない」と解釈した）。
中学2年生の時、電話で栄依子の志望校の話をしたことにより、偶然通りかかった冠が栄依子と再会するため星尾女子を外部受験するきっかけを作った。
受験生らしく本屋に参考書を買いに行くなどしているが、時折は栄依子とショッピングモールに出かけてクレープを食べたり、同じ中学に通う友達と制服で夏祭りに出かけたりしている。
中学では陸上部に所属し、星尾女子高校を見学した際も陸上部（周と真秀）から勧誘を受けている。受験のストレス発散でジョギングをした際に出会った大会に憧れており、栄依子によるファッション指導の返礼として光希が受験勉強を見てもらったことがある。
十倉 紗枝子（とくら さえこ）
栄依子と光希の母親。雑貨店を営んでいる。夫・耀司の言動については何かと軽くあしらうことが多い。
十倉 耀司（とくら ようじ）
栄依子と光希の父親。娘達を溺愛しており、娘達の従姉である愛里（あいり）の結婚式に向けた衣装合せの際、紗枝子が「娘たちを嫁がせる」旨の話題を出した際は激昂しかけていた。娘たちの結婚相手に関しては「性格」「財力」「ルックス」「頭の良さ」といった高い理想を求めている。冠の父・錦の前では下っ端のような態度になる（錦を「アニキ」と呼んだ際には紗枝子から呆れられた）。
たまての母
本名不明。海外在住だが、夫と文化祭に訪れた。娘のたまてとはツインテールが無いことを除いて容姿・性格とも非常に似ており、冠の母や栄依子の母からは親子ではなく姉妹や双子と思われた。
たまての父
本名不明。海外在住だが、妻と文化祭に訪れた。職業は妻とユニットの作家で、栄依子の父・耀司が担当編集者である。しかし耀司と直接の面識はなく、耀司が仕事の打ち合わせのため電話した際、何度かけても繋がらなかったため「逃げ癖があるらしい」と評された。その後、文化祭でお互い気付かず対面していた最中、耀司が再度電話をかけたら目の前で着信したことで素性が判明し、文化祭を中座して打ち合わせに向かった。
多佳子（たかこ）
声 - 宮沢きよこ
たまての母方の祖母。
史生（ふみ）
声 - 槇原千夏
たまての父方の祖母。多佳子と史生は中学時代の先輩後輩で、当時から仲が良かった。
冠の母
冠の母親。眼鏡をかけている。家には通いのお手伝いさんがいるが、料理をしているのは彼女で、冠のためにいつも大量の料理を作っている。
千石 錦（せんごく にしき）
冠の父親。口髭をたくわえた銀髪の男性。冠に外で遊ぶことを危険だとして禁止していたが、小学6年生の栄依子に説得され、考えを改めた。なごみとすごみを抱くのは下手で嫌がられている。また、なごみとすごみにおやつをあげすぎて太らせてしまったこともある。

### その他の登場人物
西村 基（にしむら もとき）
声 - 内山夕実
榎並の高校時代の同級生。一見女性のような容姿で登場するが、男性。髪はウィッグであるという。職業は薬剤師で、普段は白衣に眼鏡を掛けている。
飲酒して前後不覚になった榎並を抱えていたところ、出会った栄依子に榎並の自宅を教えて送らせた。栄依子については「かわいい」との感想を持つが、榎並には共感されていない。
小堀 美弥子（こおり みやこ）
てまりハイツ103号室の住人。27歳で彼氏持ち。本人曰く「結婚も近い」とのことで、その際は引っ越すことになる模様。
奥村 ののは（おくむら ののは）
3歳の幼女。志温が拾得したカメラに保存されていた写真に写っていた。家が近所である周の情報提供によって名前と住所が判明したため、カメラが奥村家に届けられる手掛かりとなった。カメラが届いた際、花名たち4人にお礼を述べている。

## 書誌情報

### 単行本
- 篤見唯子 『スロウスタート』 芳文社〈まんがタイムKRコミックス〉、既刊12巻（2024年9月27日現在）[9]
  1. 2014年9月11日発行（8月27日発売）、ISBN 978-4-8322-4475-7
  2. 2015年9月11日発行（8月27日発売）、ISBN 978-4-8322-4607-2
  3. 2016年9月11日発行（8月27日発売）、ISBN 978-4-8322-4735-2
  4. 2017年7月12日発行（6月27日発売）、ISBN 978-4-8322-4848-9
  5. 2018年2月11日発行（1月27日発売）、ISBN 978-4-8322-4911-0
  6. 2019年3月13日発行（2月27日発売）、ISBN 978-4-8322-7069-5
  7. 2020年3月12日発行（2月27日発売）、ISBN 978-4-8322-7166-1
  8. 2020年11月11日発行（10月27日発売）、ISBN 978-4-8322-7219-4
  9. 2021年11月11日発行（10月27日発売）、ISBN 978-4-8322-7315-3
  10. 2022年9月10日発行（8月26日発売）、ISBN 978-4-8322-7387-0
  11. 2023年8月11日発行（7月27日発売）、ISBN 978-4-8322-7471-6
  12. 2024年10月12日発行（9月27日発売）、ISBN 978-4-8322-9574-2

### 関連書籍
- 『スロウスタートアンソロジーコミック 1』2018年3月11日発行（2月27日発売[9]）、ISBN 978-4-8322-4923-3
- 『スロウスタートTVアニメガイドブック Slow-blooming flower』2018年6月10日発行（5月26日発売）[9]、ISBN 978-4-8322-4951-6

## テレビアニメ
2017年5月9日発売の『まんがタイムきらら』6月号にてテレビアニメ化が発表され、2018年1月から3月までTOKYO MX・BS11・関西テレビほかにて放送された。アニメ放送に先駆け、2018年1月4日にはユナイテッド・シネマ豊洲にて第1話の先行上映イベントが開催された。また、放送開始の前週にはTOKYO MX・とちぎテレビ・群馬テレビ・BS11にて事前特別番組が放送された。ネット体制、映像フォーマット、製作委員会の一部組み合わせなどは、前クールに放送された『ブレンド・S』より引き継ぐかたちとなる。
キャッチコピーは「しあわせは、ゆっくりはじまる。」。

### 制作
2015年頃、監督の橋本裕之に対し、アニプレックスの橋本渉プロデューサーから「橋本（裕之）さんが気に入った原作をアニメ化したい」と声がかかった。その後、橋本裕之が監督を担当するという前提のもと、2ヶ月かけて様々なマンガやライトノベルを読み、話し合いを重ねた。その結果、キャラ自体の可愛さに加え、4人のキャラの面白さ、少しシリアスなテーマを扱うなど他のきらら作品と異なる魅力のある作風に惹かれ、本作に決定した。
シリーズ構成の井上美緒は、以前『ご注文はうさぎですか?』を共に制作した縁で橋本監督から希望した。キャラクターデザインの安野将人は、A-1 Pictures（当時）の瀬戸敬太プロデューサーから提案があったという。橋本監督と初対面の際に早くもデザインのラフを持参し、その仕上がりと熱意が評価されスムーズに決定した。

### スタッフ
- 原作 - 篤見唯子
- 監督 - 橋本裕之[3]
- シリーズ構成 - 井上美緒[3]
- キャラクターデザイン・総作画監督 - 安野将人[3]
- プロップデザイン - 伊藤雅子
- メインアニメーター - 吉田亘良
- 美術監督 - 針生勝文
- 美術設定 - 丸山智宏、袈裟丸絵美（第5話）
- 色彩設計 - ホカリカナコ
- CGディレクター - 那須信司
- 撮影監督 - 黒岩悟
- 編集 - 高橋歩
- 音響監督 - 明田川仁
- 音響効果 - 和田俊也
- 音楽 - 藤澤慶昌
- 音楽制作 - アニプレックス
- 音楽プロデューサー - 山内真治
- チーフプロデューサー - 鳥羽洋典
- プロデューサー - 橋本渉、小林宏之、小助川典子、土倉康平、尾上太基、鶴田紀章
- 制作プロデューサー - 福島祐一
- アニメーションプロデューサー - 瀬戸敬太
- 制作 - CloverWorks[注 1][15]
- 製作 - スロウスタート製作委員会（アニプレックス、芳文社、木下グループ、ドリコム、関西テレビ放送、ローソン）

### 主題歌
「ne! ne! ne!」
近藤玲奈、伊藤彩沙、嶺内ともみ、長縄まりあによるSTARTails☆が歌唱するオープニングテーマ。作詞は岩里祐穂、作曲・編曲は藤澤慶昌。
「風の声を聴きながら」
三月のパンタシアによるエンディングテーマ。作詞・作曲・編曲は40mP。
エンディングアニメーションのラストカットには、その回の本編でメインを務めたキャラクターが登場する。
「夕焼けといっしょに」
第12話で使用されたエンディングテーマ。作詞は岩里祐穂、作曲は前山田健一、編曲は三好啓太。

### 各話リスト
| 話数    | サブタイトル       | 脚本     | 絵コンテ          | 演出     | 作画監督                                                                                         |
| ------- | ------------------ | -------- | ----------------- | -------- | ------------------------------------------------------------------------------------------------ |
| STEP.01 | はじまりのどきどき | 井上美緒 | 橋本裕之          | 橋本裕之 | 安野将人                                                                                         |
| STEP.02 | うんどうのはぁはぁ | 井上美緒 | 原英和            | 原英和   | 竹本未希、野中正幸、倉谷亮多                                                                     |
| STEP.03 | なみだのぽろぽろ   | 井上美緒 | 篠原正寛          | 篠原正寛 | 石井かおり、牧田昌也                                                                             |
| STEP.04 | 2階のプレミア大会  | 井上美緒 | 金崎貴臣          | 丸山裕介 | 石田一将、中島裕里                                                                               |
| STEP.05 | かむりのふわふわ   | 山下憲一 | 鈴木健太郎        | 山中祥平 | 伊藤雅子、井戸田あかね                                                                           |
| STEP.06 | うなぎのぬるぬる   | 井上美緒 | 大畑清隆 橋本裕之 | 相浦和也 | 山村俊了、佐々木貴宏、三木俊明 倉谷亮多、細田沙織                                                |
| STEP.07 | ぐるぐるのてくび   | 井上美緒 | 舛成孝二          | 篠原正寛 | 河合拓也                                                                                         |
| STEP.08 | はなのともだち     | 山下憲一 | 原田征爾          | 原田征爾 | 中島裕里、伊藤雅子、細田沙織 竹本未希、井戸田あかね、井上香織                                    |
| STEP.09 | ゴリラのみずぎ     | 井上美緒 | 金崎貴臣          | 山中祥平 | 山村俊了、佐々木貴宏                                                                             |
| STEP.10 | サメのいとこ       | 井上美緒 | イムガヒ          | イムガヒ | 清水祐美、石井かおり、小澤円                                                                     |
| STEP.11 | トマトのまつり     | 井上美緒 | 篠原正寛          | 篠原正寛 | 中島裕里、竹本未希、山村俊了 細田沙織、井戸田あかね、日高真由美 佐々木貴宏、後藤麻梨子、伊藤雅子 |
| STEP.12 | スロウのスタート   | 橋本裕之 | 橋本裕之          | 橋本裕之 | 石井かおり、佐々木貴宏、伊藤雅子 三浦龍、竹本未希、井戸田あかね 山村俊了、細田沙織               |

### 放送局
| 放送期間                | 放送時間                     | 放送局       | 対象地域   | 備考                      |
| ----------------------- | ---------------------------- | ------------ | ---------- | ------------------------- |
| 2018年1月7日 - 3月25日  | 日曜 0:30 - 1:00（土曜深夜） | TOKYO MX     | 東京都     |                           |
|                         |                              | とちぎテレビ | 栃木県     |                           |
|                         |                              | 群馬テレビ   | 群馬県     |                           |
|                         |                              | BS11         | 日本全域   | BS放送 / 『ANIME+』枠     |
| 2018年1月8日 - 3月26日  | 月曜 20:00 - 20:30           | AT-X         | 日本全域   | CS放送 / リピート放送あり |
| 2018年1月10日 - 3月28日 | 水曜 2:05 - 2:35（火曜深夜） | テレビ愛知   | 愛知県     |                           |
| 2018年1月12日 - 3月30日 | 金曜 2:25 - 2:55（木曜深夜） | 関西テレビ   | 近畿広域圏 | 製作参加                  |

| 配信開始日   | 配信時間               | 配信サイト |
| ------------ | ---------------------- | --- |
| 2018年1月9日 | 火曜 12:00 更新        | dアニメストア ニコニコチャンネル GYAO! dTV バンダイチャンネル Amazonビデオ ひかりTV U-NEXT アニメ放題 ビデオマーケット |
|              | 火曜 23:00 - 23:30     | ニコニコ生放送 |
|              | 火曜 23:30 - 水曜 0:00 | AbemaTV |
| 不明         | 不明                   | auビデオパス J:COMオンデマンド メガパック Hulu                                                                         |

### BD / DVD
| 巻 | 発売日        | 収録話          | 規格品番      | 規格品番      |
| 巻 | 発売日        | 収録話          | BD限定版      | DVD限定版     |
| -- | ------------- | --------------- | ------------- | ------------- |
| 1  | 2018年3月28日 | 第1話 - 第2話   | ANZX-12121/2  | ANZB-12121/2  |
| 2  | 2018年4月25日 | 第3話 - 第4話   | ANZX-12123/4  | ANZB-12123/4  |
| 3  | 2018年5月30日 | 第5話 - 第6話   | ANZX-12125/6  | ANZB-12125/6  |
| 4  | 2018年6月27日 | 第7話 - 第8話   | ANZX-12127/8  | ANZB-12127/8  |
| 5  | 2018年7月25日 | 第9話 - 第10話  | ANZX-12129/30 | ANZB-12129/30 |
| 6  | 2018年8月29日 | 第11話 - 第12話 | ANZX-12131/2  | ANZB-12131/2  |

### Webラジオ
STARTails☆による動画ラジオ『スロウスタート STARTailsちゃん！ね！ね！ねる！☆』が、2018年1月7日から7月1日まで超！A&G+にて毎週日曜日14時に配信された。全26回。メインパーソナリティは一之瀬花名役の近藤玲奈。

## モバイルアプリ
きららファンタジア
ドリコムによるスマートフォン向けアプリゲーム。2018年4月11日のイベントから追加参戦した。
「まんがタイムきららシリーズ」のキャラクターが多数登場し、テレビアニメ第1話内のCMにて本作も参戦することや、複数名のキャラクターが登場する予定であることが告知されていた。
スロウスタート〜たまてアラーム〜
ゲームゲートによるスマートフォン向けアラームアプリ。録り下ろしボイスで時間を知らせる。2018年3月28日から配信発売された。

## タイアップ
叡山電鉄
コミックス第10巻発売を記念して2022年8月27日から2023年1月29日まで、本作のヘッドマークを掲出したデオ720形電車の運行、コラボポスターの掲出などのイベントを実施。